# The Fevers
The Fevers é uma banda brasileira de rock e pop formada no Rio de Janeiro em 1964 e associada a Jovem Guarda.
Fez muito sucesso na segunda metade da década de 1960 e início da década de 1970, vindo se consagrar nos anos 1980 com as aberturas das novelas (Elas por Elas e Guerra dos Sexos, da Rede Globo).
Ao longo de mais de cinco décadas, a banda tem mais de 50 produtos lançados, entre vinis, cassetes, CDs e DVDs, totalizando mais de 13 milhões de cópias vendidas. O grupo continua em plena atividade até os dias de hoje.

## Histórico

### Primeiros passos
Criada em 1964, a banda originalmente se chamava Conjunto Young, tarde renomeado parae Fenders e seus membros originais eram Almir Bezerra (vocais e guitarra), Liebert (contrabaixo), Lécio do Nascimento (bateria), Pedrinho (guitarra), Cleudir (teclados). Em 1965, ao saber que The Fenders era uma marca registrada de guitarra tiveram que escolher outro nome, e por influência da música "Fever" do Elvis Presley, decidiram colocar The Fevers. No primeiro semestre de 1965 chegou ainda o saxofonista Miguel Plopschi e em 1969 chegou para cantar as músicas em inglês o crooner Luiz Claudio.
Gravaram seus primeiros discos em 1965 e 1966 pela Philips, os compactos Vamos dançar o letkiss (versão de Letkiss), Wooly Bully (de Domingo Samudio, em versão) e Não vivo na solidão. Em 1966 apareceram no filme Na Onda do Iê-Iê-Iê.

### Jovem Guarda
Passando para a Odeon ainda em 1966, revelaram-se um dos mais importantes grupos vocais-instrumentais da Jovem Guarda. Fizeram (muitas vezes sem créditos nos discos) o acompanhamento instrumental de gravações de Eduardo Araújo (O bom), Deny e Dino (Coruja), Erasmo Carlos (os LPs O Tremendão e Você me acende), Roberto Carlos (gravações como "Eu te darei o céu" e "Eu estou apaixonado por você"), Golden Boys, Wilson Simonal (faixas como "Mamãe passou açúcar em mim"), Trio Esperança (LP A festa do Bolinha), Jorge Ben (o LP O bidu/Silêncio no Brooklin) e o primeiro LP de Paulo Sérgio.
O grupo foi eleito melhor conjunto para bailes em 1968 e lançou um LP chamado Os Reis do Baile. 
O grupo já contabilizava cinco anos de disco quando estourou com dois LPs em 1971: O primeiro, The Fevers, chegou ao mercado fonográfico em maio daquele ano e estourou no embalo do sucesso da faixa "Mar de rosas" (versão em português escrita por Rossini Pinto de "(I never promissed you a) Rose garden" de Joe South); e o segundo, A explosão musical dos Fevers, saiu em novembro e estourou várias músicas nas rádios (e nos programas de TV mais populares), vendendo mais do que todos os oito álbuns anteriores do conjunto.
Em 1975, entrou Augusto César e no ano seguinte Pedrinho sai da banda. Em 1979, com a saída de Almir, a banda convidou Michael Sullivan.

### Anos 80 e sucesso em temas de novelas
Em 1982, a música "Elas por Elas" entrou na abertura da novela da TV Globo, colocando o grupo como um dos grandes vendedores de discos e de shows do país. Em 1983, outra abertura de novela: a música "Guerra dos Sexos" trouxe um público mais jovem a conhecer o trabalho do grupo. O componente Miguel Plopschi se desliga da banda e assume a direção artística da gravadora BMG nessa época.
Em 1984, ao fazerem participação especial no LP da recém-criada banda infantil Trem da Alegria, ajudaram a alçá-la ao estrelato, sendo parte fundamental na composição da lendária música "Uni Duni Tê", uma das mais famosas músicas infantis já criadas no Brasil.
Em 1985, entra Miguel Ângelo como tecladista da banda e Michael Sullivan sai no ano seguinte. Em 1987, Augusto César sai do conjunto e Cesar Lemos é convidado para substituí-lo na guitarra. Em 1988, é a vez de Cleudir sair.
Em 1988, a música “Mar de rosas” foi a música mais tocada no ano.

### Tempos atuais
Na década de 1990, outra mudança  na banda: sai César Lemos e entra o guitarrista Rama. Por problemas de saúde, sai o baterista Lécio e entra Darcy. Em 1992, Almir Bezerra retorna à banda depois de 12 anos. Em 1994, Darcy dá lugar ao baterista Otávio. Com essa formação, The Fevers passa a década de 90. Em meados de 2000, Almir sai novamente da banda e quem assume o vocal principal agora é Luiz Claudio.
Em 2004, grande parte das obras de seu catalogo da EMI Music, foram remasterizadas e lançadas em formato de box (caixas comemorativa), em CD com o titulo The Fevers Collection. A coleção é composta por 21 títulos distribuídos em 10 volumes. O primeiro deles é o 0 (zero), chamado The Fevers e Amigos (1966), seguido pelo volume 1 – A Juventude Manda (1966) e A Juventude Manda 2 (1967), vol. 2 – O Máximo em Festa (1968), vol. 3 – Os Reis dos Bailes (1969) e The Fevers (1970), vol. 4 – The Fevers (1971) e A Explosão Musical dos Fevers (1971), vol. 5 – The Fevers (1972) e The Fevers (1973), vol. 6 – The Fevers (1974) e O Sol Nasce Para Todos (1975), vol. 7 – The Fevers Nadie Vive Sin Amor – Espanhol (1975), vol. 8 – The Fevers (1976) Muitas destas obras gravadas em vinil foram remasterizadas em processo digital por Marcelo Fróes e relançadas em CD. 
Os Fevers participaram ativamente da comemoração dos 40 Anos da Jovem Guarda. Ao lado de Erasmo Carlos, Wanderléa e Golden Boys montaram, sob direção geral de José Carlos Marinho, o projeto "40 Anos de Rock Brasil – Jovem Guarda", que excursionou pelas principais capitais atuando nos principais espaços de shows de todo Brasil, com extraordinária repercussão. O espetáculo foi registrado em DVD no Tom Brasil, em São Paulo, e premiado com Discos de Ouro e Platina. O "Jovem Guarda – 40 Anos de Rock Brasil", manteve-se na estrada, com novo titulo, “Festa de Arromba”, tornou-se um dos principais espetáculos dirigido para Eventos Coorporativos.
Em 2006, administrando o tempo entre shows e outros compromissos, gravaram ao vivo seu primeiro DVD numa grande apresentação realizada no Clube Português, em Recife. O repertorio foi composto por grandes sucessos, como: “Mar de Rosa”, “Agora Eu Sei”, “Hey Girl”, “Vem Me Ajudar”, “Nathalie”, “Onde Estão Seus Olhos Negros”, “Se Você Me Quiser”, “Cândida”, “Alguém Em Meu Caminho”, “Guerra dos Sexos”, “Elas Por Elas”, “Garoto Que Amava Beatles e Rolling Stones”, “Menina Linda” “Woolly Bully” e “For Ever”. Momentos especiais do DVD, foram as participações especiais de Renato e Seus Blue Caps e da Banda Pholhas. Sob Direção Artística de JC Marinho e produção Musical de Liebert Ferreira e Luiz Cláudio. No inicio de 2007, o DVD e CD com titulo homônimo foi lançado pela gravadora Polydisc. A dobradinha novamente alcança novo recorde de vendagem, contabilizando mais um CD e DVD de Ouro para o grupo. Empolgados com o sucesso do DVD, costuraram novo show, lançando em agosto no palco do Canecão, no Rio de Janeiro, o show “Vem Dançar”, com vendas de ingressos esgotadas. O repertório do espetáculo reproduz o do DVD, justificando muito bem o titulo “Vem Dançar”. O ritmo contagiante faz com que a platéia de um espetáculo a parte durante quase 2 horas do ritmo forte e contagiante da banda.
Um dos momentos mais importantes e emocionantes na carreira dos Fevers foi em 2008, o Concerto “Fevers International Tour”, no Ontário Place, em Toronto e em Mississauga, no Canadá, onde foram homenageados pela comunidade portuguesa canadense. A turnê internacional teve sequência em julho de 2009, onde apresentaram novamente no Canadá, desta vez com maior destaque no Chin Radio Pic Nic, considerado o maior piquenique ao ar livre do mundo. O evento reuniu uma plateia de mais de 150.000 pessoas no Ontário Place em Toronto, apresentaram-se novamente em Mississauga e em Winnipeg, todos os concertos tiveram lotação esgotada.
Comemorando o sucesso e a carreira ininterrupta de quatro décadas, os Fevers lançam um novo disco. E não é apenas “mais um disco” na extensa discografia da banda. É UM NOVO DISCO !  Sim, eles não se acomodaram com o título de “A Banda mais Popular do Brasil” ou “A Melhor Banda de Shows”. O grupo resolveu inovar, registrando um de seus melhores trabalhos fonográficos até hoje.
Um “frescor” de Anos 2.000 com a pegada dos FEVERS. Não é aquele som característico da banda, que só de ouvir já se identificava a fonte. Tem o toque do moderno com a qualidade da experiência de 47 Anos de Estrada.
Trazendo canções inéditas, algumas feitas por renomados amigos como os irmãos Rogério “Percy” Lucas e Robson Lucas (“Vício Sem Cura”), do grupo sulista Nenhum de Nós (“Você Vai Lembrar de Mim”), Alex Cohen e Michael Sullivan (“Vai e Vem”), Cesar Lemos, Karla Aponte e Elsten Torres (“When A Man Cries / Quando Um Homem Chora”,  bem como, composições de integrantes da banda, “Sigo em Frente” (Luiz Cláudio e Francisdeo) e “O Pecado Mora Ao Lado” (Rama), este novo disco dos FEVERS aponta para o novo caminho e sonoridade da banda. Releituras do quilate de “Hey Jude” (versão de Rossini Pinto), sucesso de seus shows desde 1969 e “Um Louco” (Ed Wilson), que a banda estourou em 1988, os FEVERS mostram a sua versatilidade em recriar clássicos de sua carreira para os novos ouvintes que estão chegando. Mensagens que a banda passa a seus fãs, de otimismo,  alegria, confiança, com as regravações de “É Preciso Saber Viver” (Roberto Carlos e Erasmo Carlos), “Boa Sorte” (O. Vera e H.Sotero – versão Paulo Coelho) e “Marcas do Que Se Foi” (Tavíto, Paulo Sergio Vale, Marcio Moura, Ribeiro, José Jorge e Ruy Mauriti). Para fechar o trabalho, o registro que mostra a cara dos FEVERS: a gravação de “Eu Nasci A Dez Mil Anos Atrás” (  Raul Seixas  e   Paulo Coelho), com uma pegada e uma energia que justificam tantas bandas e músicos contemporâneos prestarem homenagens ao grupo.
Para o resultado final com esta qualidade, buscou-se trabalhar com os melhores profissionais e o melhor de tecnologia em equipamentos. Com isso, “Didier Fernan”, dirigiu toda gravação no Estúdio Copacabana e em seu Home Estúdio (RJ), “Cesar Lemos” (ex-integrante FEVERS), foi o responsável pela gravação no Miami Beat Studio (Miami , EUA), “Guilherme Reis” mixou no Mega Studio (SP), e o festejado “Luigi Hoffer”, masterizou no DMS – Digital Mastering Solutions (RJ).
E os FEVERS não param. Este novo álbum, foi indicado ao Prêmio da Música Brasileira de 2011.  Concorreu com The Fevers, as bandas Roupa Nova e Sua Mãe, na categoria "Melhor Álbum Canção Popular". A cerimônia do prêmio, aconteceu no Theatro Municipal do Rio de Janeiro em Julho de 2011, e a banda vencedora foi o Roupa Nova. Porém, para os Fevers foi uma grande vitória a indicação ao prêmio. Com agenda de shows muito requisitada, os Fevers mantém uma média anual superior a mais de 100 apresentações de Shows ao vivo, atuando de norte a sul do país e exterior.
Das festas populares, passando por eventos corporativos e recepções das camadas mais elitizadas da sociedade brasileira, Suas canções marcam épocas, o que prova que The Fevers, esta marcado nos corações de seus fãs e na musica popular brasileira. Fato este que independe de classe social e destaca o lado cult da banda, confirmando o resultado de pesquisa do programa Fantástico  da  TV Globo: The Fevers é a "Banda mais Popular do País". Nos dias de hoje a banda se apresenta pelo Brasil executando todos os grandes sucessos da sua carreira com Liebert, Luiz Claudio, Rama, Otávio Monteiro e Claudio Mendes.
Em 2015, a banda apresentou o show "The Fevers - 50 anos - A Banda mais Popular do Brasil", com repertório não só de hits, mas também outras importantes canções da carreira da banda.
Em 2023, a banda sai com a turnê “Do vinil ao digital”, que passa por todas as fases musicais e tecnológicas que a banda vivenciou.

## Discografia
- 1965 - The Fevers
- 1966 - A Juventude Manda vol. I
- 1967 - A Juventude Manda vol. II
- 1968 - The Fevers vol. III
- 1969 - O Máximo em Festa
- 1969 - Os Reis do Baile
- 1970 - The Fevers
- 1971 - The Fevers
- 1971 - A explosão musical dos Fevers
- 1972 - The Fevers
- 1973 - The Fevers
- 1974 - The Fevers
- 1975 - O Sol Nasce Para Todos
- 1975 - Nadie Vive Sin Amor (Disco Promocional)
- 1976 - The Fevers
- 1977 - The Fevers
- 1978 - The Fevers (Disco Promocional Espanhol)
- 1978 - The Fevers
- 1979 - The Fevers Disco Club
- 1980 - The Fevers Disco Club (Espanhol)
- 1980 - Fevers 80
- 1981 - The Fevers
- 1982 - Fevers 82
- 1983 - Fevers
- 1983 - A Maior Festa do Mundo
- 1984 - Fevers 84
- 1985 - Fevers
- 1986 - Fevers
- 1987 - Fevers
- 1988 - Fevers
- 1989 - Fevers
- 1991 - Fevers
- 1992 - Fevers - Agora é Pra Valer
- 1995 - Fevers - A Gente era Feliz e Não Sabia
- 1996 - Fevers - Só Quero ser Feliz
- 1998 - Fevers 98 - Vem Dançar
- 1999 - Fevers Ao Vivo
- 2004 - The Fevers
- 2005 - The Fevers - Um história de sucessos
- 2006 - The Fevers Ao Vivo - CD e DVD
- 2011 - The Fevers - Vem dançar

Feras

## Integrantes

### Formação Atual
- Luiz Cláudio (vocal)
- Liebert Ferreira (baixo)
- Rama (guitarra)
- Otávio Henrique (bateria)
- Cláudio Mendes (teclado)

### Formação Original
- Pedrinho da Luz - 1964 a 1976
- Liebert Ferreira - Até hoje
- Almir Bezerra - 1964 a 1980 / 1992 a 2002
- Cleudir Borges - 1964 a 1988
- Luiz Cláudio - Até hoje
- Miguel Plopschi  - 1965 a 1985
- Lécio do Nascimento - 1964 a 1991

### Outros integrantes
- Michael Sullivan (vocal/guitarra base) - 1980 a 1986
- Augusto Cesar (guitarra) - 1976 a 1987
- César Lemos (vocal/guitarra) - 1988 a 1991
- Darcy Fernandes (bateria) - 1991 a 1994
- Miguel Ângelo (teclado) - 1986 a 2017